# Nebulosa Trífida
La nebulosa Trífida (también conocida como Messier 20 y NGC 6514) es una región H II en la constelación de Sagitario. Fue catalogada por primera vez en 1764 por el astrónomo francés Charles Messier. El nombre "Trífida", fue acuñado por el astrónomo John Herschel, y significa "dividido en tres lóbulos", dado que su característica más sobresaliente es el aspecto de tres lóbulos brillantes, separados por oscuras líneas de polvo. La nebulosa Trífida, que es una nebulosa tanto de emisión como de reflexión, y de absorción al mismo tiempo, tiene un brillo aparente de +6.3 magnitudes. En el centro de la nebulosa Trífida se encuentra el cúmulo abierto Collinder 360 (C1759-230), cuya estrella más brillante es HD164492A, una estrella gigante azul de tipo espectral O. Mediante precisas mediciones de paralaje trigonométrico, el satélite Gaia determinó que la distancia promedio entre la Tierra y las estrellas del cúmulo es de 4120 años luz con un error relativo del 6%.
Messier 20 es una de las grandes nebulosas gaseosas que hay en la región de Sagitario; se encuentra a 1.3° de la nebulosa de la Laguna (M8). Al interior de la nebulosa se han descubierto numerosos objetos estelares jóvenes, discos protoplanetarios y objetos Herbig-Haro. De estos últimos se encuentra el notable HH399, ubicado en la cabeza de un pilar de polvo fotoevaporado por la radiación ionizante de la estrella HD 164492A. La presencia de estos objetos indica que la nebulosa continúa formando estrellas nuevas.
En las imágenes obtenidas con telescopios de aficionados o en fotografías convencionales de larga exposición (ver galería) de la nebulosa Trífida se pueden apreciar dos coloraciones diferenciadas: azuladas (por fuera) y rojizas (hacia el centro). Las primeras se deben a la luz de las  estrellas cercanas reflejada por el polvo de la nebulosa. Estas estrellas son relativamente templadas y por lo tanto su capacidad de ionización es reducida. La coloración rojiza hacia el centro es causada por la emisión producida en el proceso de recombinación del hidrógeno en la región HII excitada por la presencia de la estrella de tipo O HD164492A.

## Filtro para su observación
Se recomienda un filtro nebular H-beta o un banda estrecha para su observación, aunque si se quiere observar la región de reflexión puede ser mejor no usar ningún filtro.

## Galería

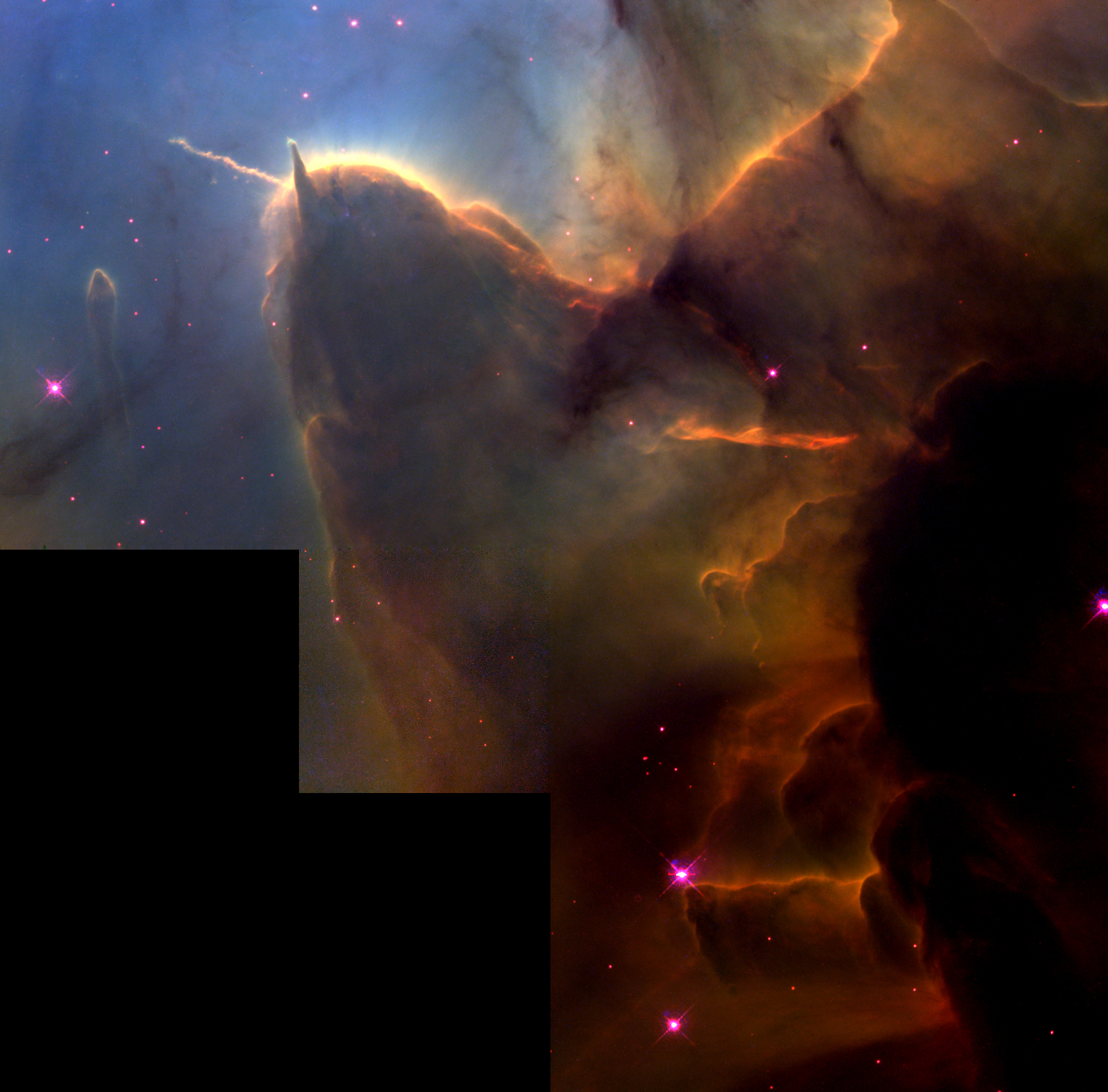
Detalle de la nebulosa Trífida, en el sector señalado con un polígono en la imagen superior. Arriba a la izquierda, la nebulosidad en forma rectilínea es HH 399. Imagen de la Cámara Planetaria y de Campo Amplio 2 del Telescopio Espacial Hubble (NASA/ESA).
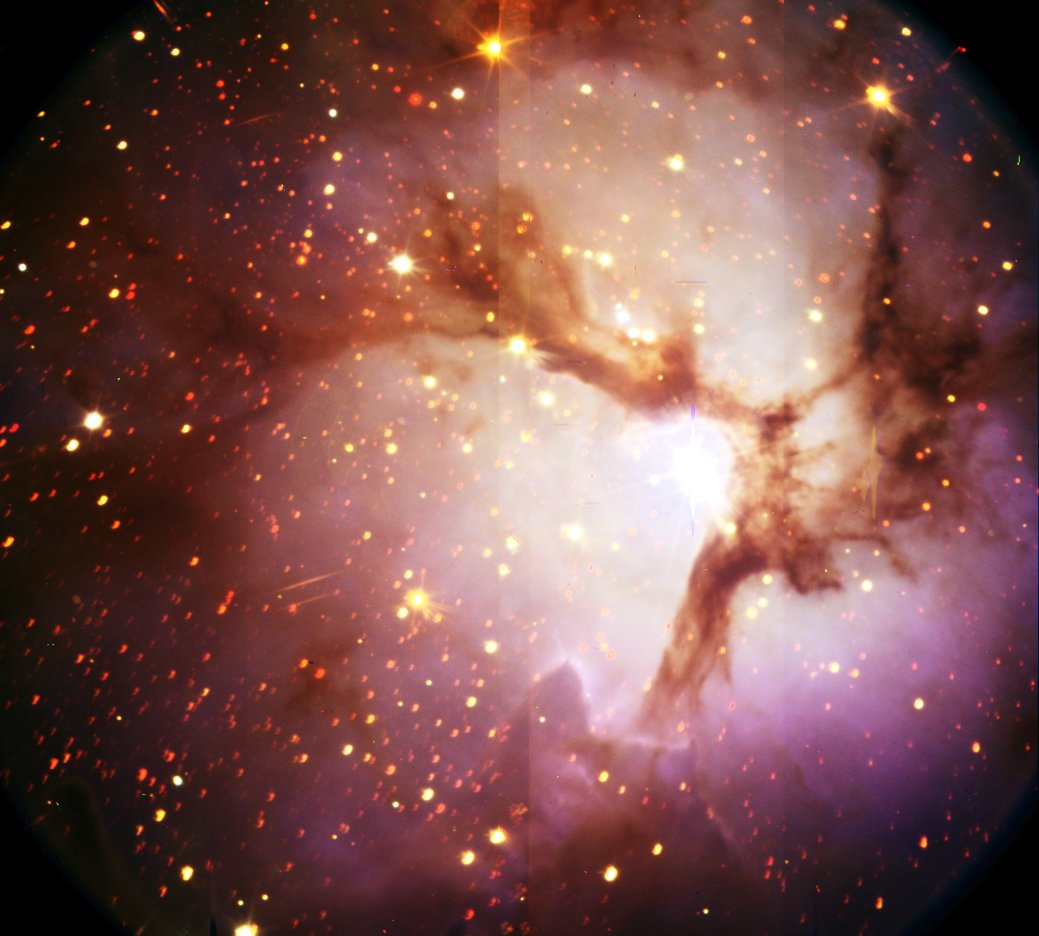
Nebulosa Trifida de Sagitario.
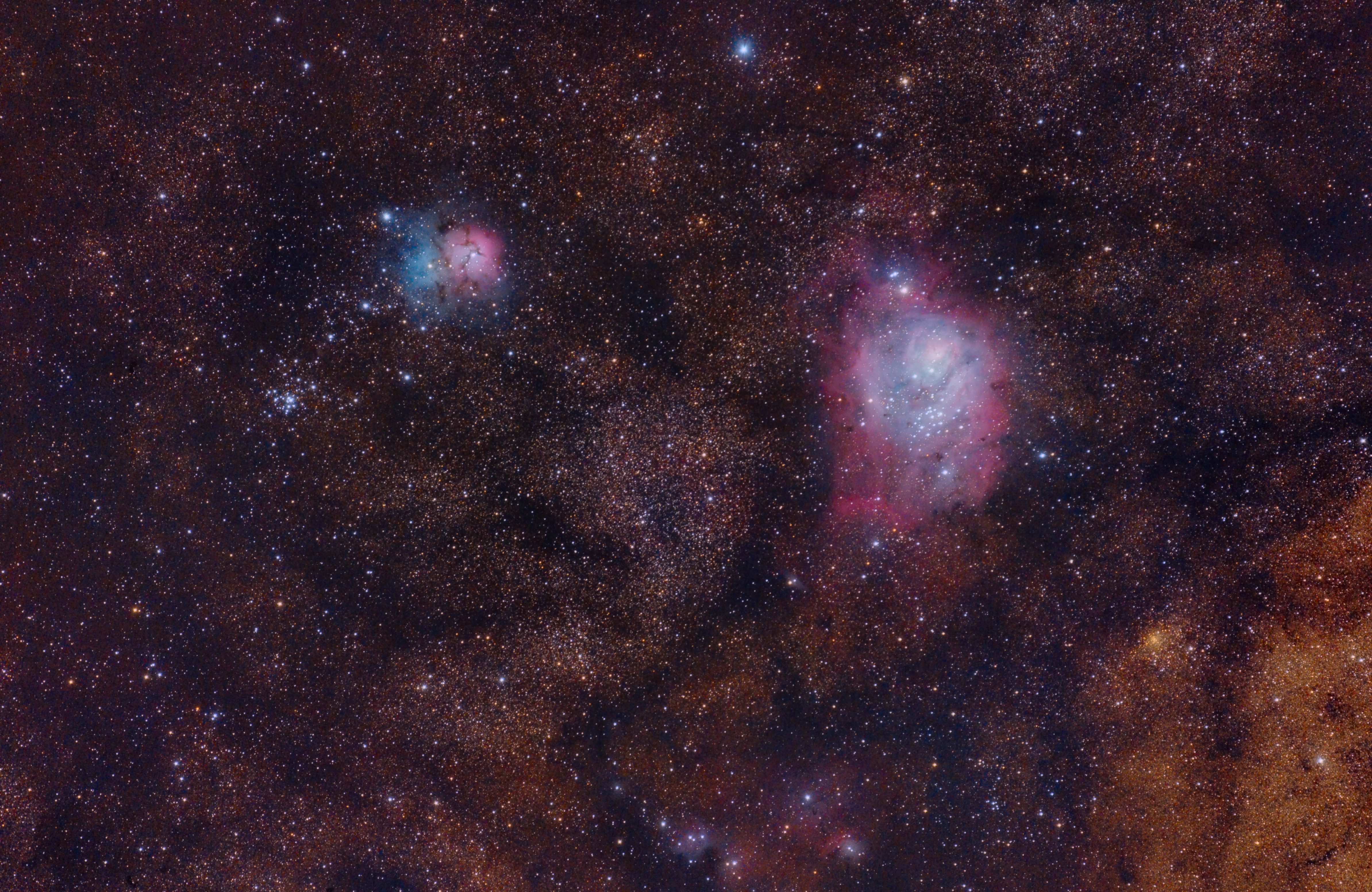
Nebulosa Trífida o M20 y nebulosa de la Laguna o M8 desde el OALM.
La nebulosa Trífida (M20) junto con el cúmulo abierto M21, fotografiada con una cámara DSRL usando un telescopio reflector amateur en 2020, desde España.
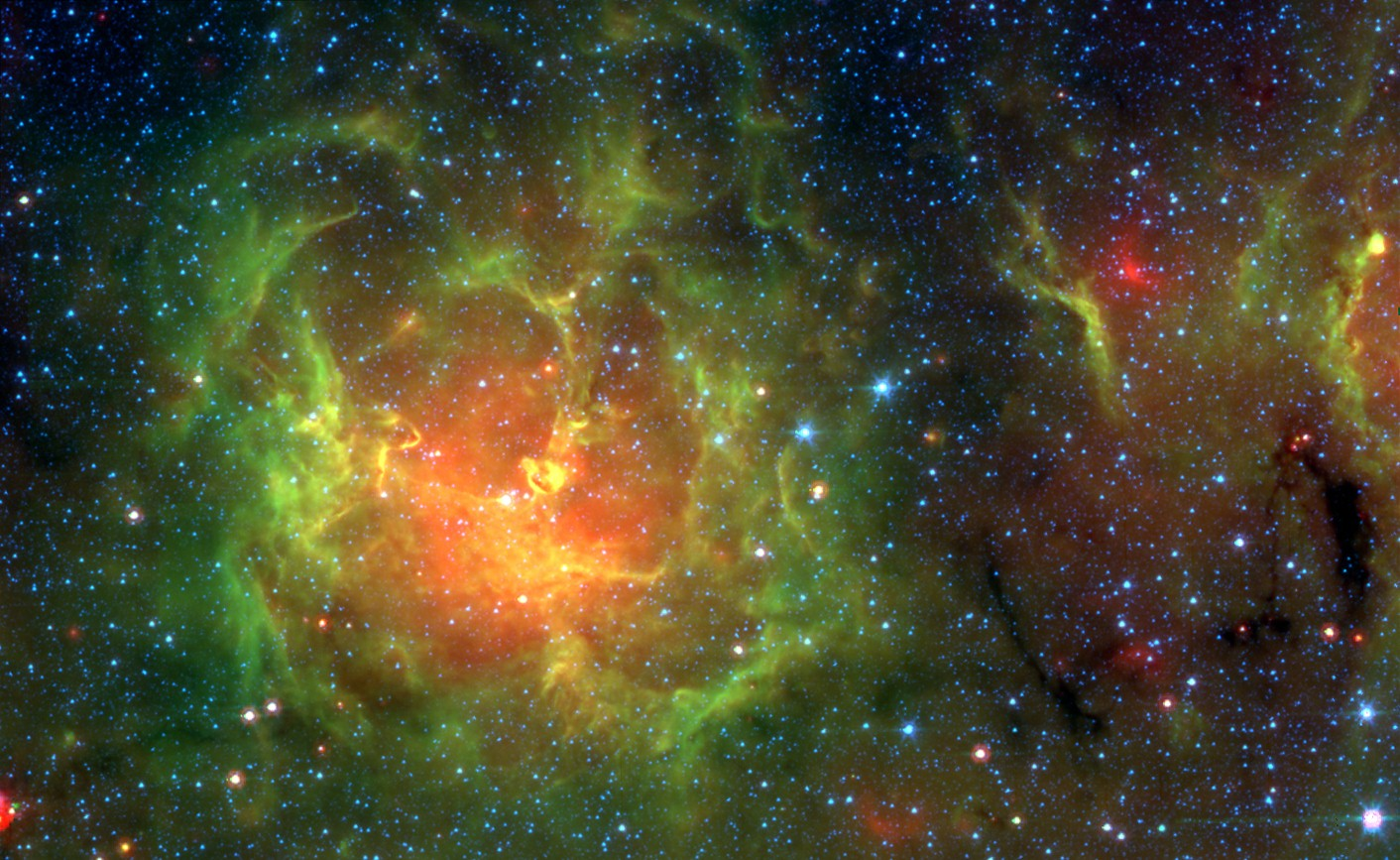
imagen del Telescopio Spitzer